# Shaleen Surtie-Richards
Shaleen Surtie-Richards (Upington, Provincia del Cabo, Unión Sudafricana,7 de mayo de 1955 -7 de junio de 2021)   fue una actriz de cine, teatro y televisión sudafricana. Conocida por sus papeles como protagonista en la película de 1988 Fiela se Kind y la serie Egoli:Place of Gold. Actuó tanto en la lengua afrikáans como en inglés.

## Biografía
Shaleen Surtie-Richards nació y asistió a la escuela en Upington y luego en Ciudad del Cabo. Su padre era director de escuela y su madre era maestra. A pesar de haber crecido durante la era del apartheid, declaró que su origen no fue desfavorecido.Aunque cuando era niña en una escuela de música local no la admitió debido a su color de piel así que su padre le compró un piano y contrató a un profesor. También tomó clases de ballet y tenis.
Entre 1974 y 1984 se graduó como maestra de jardín de infantes y enseñó en Upington y Ciudad del Cabo. Desempeñó numerosos papeles en varias producciones teatrales amateurs entre 1974 y 1981 y participó activamente en producciones del Teatro en la Educación del Departamento de Educación de Sudáfrica entre 1982 y 1984. Comenzó su carrera como actriz profesional en 1984.Murió el 7 de junio de 2021, a los 66 años, durante la noche mientras dormía. Tuvo múltiples problemas de salud pero su familia negó los rumores de que su muerte fuera el resultado de un suicidio.

### Carrera televisiva
Shaleen Surtie-Richards tuvo un papel protagonista en Egoli: Place of Gold, apareciendo en la mayor parte de los 18 años que duró el programa como Ester (Nenna) Willemse.También lo hizo en varios otros programas de televisión sudafricanos, incluidas las telenovelas 7 de Laan, Villa Rosa y Generations.
En 2000, presentó su propio programa de entrevistas, Shaleen, en el canal M-Net de Sudáfrica.
Fue jueza en el concurso de telerrealidad Supersterre de 2006 a 2010.
En 2013, apareció como una de las "roasters" en The Comedy Central Roast of Steve Hofmeyr, el roast inaugural realizado por el canal Comedy Central South Africa, que fue presentado por Trevor Noah.

### Carrera cinematográfica[7]
- Fiela se Kind (1988)
- Mamá Jack (2005)
- Egoli: Los afrikaners son plesierig (2010)
- Knysna (2014)
- Fondo de pantalla (2015)
- Twee Grade de Moord (2016)
- Vaselina (2017)
- Matar (2021)

### Carrera teatral
Actuó en escenarios por toda Sudáfrica y en Londres. Apareció en importantes festivales de teatro y arte en Sudáfrica y en el extranjero, incluido el Festival Aardklop, el Festival Klein Karoo, el Festival Grahamstown, Suidoosterfees, y el Festival Fringe de Edimburgo. Apareció además en el escenario en obras de Shakespeare, Willy Russell,Athol Fugard, y Pieter-Dirk Uys.

## Premios y reconocimientos
Durante su carrera, Surtie-Richards ganó más de 40 premios.
- En 2015 obtuvo el premio a la trayectoria en los Premios de Teatro Naledi de 2015.[17]
- Fue nominada a Mejor Actriz Principal por su papel en Villa Rosa en los premios de 2014.[18]
- En los Royalty Soapie Awards de 2014, recibió el premio a la trayectoria por su contribución de 30 años a la televisión y sus papeles en series como Egoli: Place of Gold, Generations y 7de Laan.[19]
- En 2009, ganó otro premio Fleur du Cap por su actuación de 2008 en Shirley Valentine. [16]
- En 2008, por su actuación en Shirley Valentine, también ganó el Premio Herrie a la producción más popular en el Festival de Artes Klein Karoo.[10]
- Ganó el premio a la Mejor Actriz en los Premios de Teatro Fleur du Cap de 1985 por su papel de Hester en Hallo en Koebaai (Hola y adiós) de Athol Fugard.